# 捷夫亞舍韋
49°36′16″N 39°2′6″E / 49.60444°N 39.03500°E
霍里霍韦（烏克蘭語：Горіхове），2024年9月前名为泰夫亞舍韋（烏克蘭語：Тев'яшеве），是位於烏克蘭東部的村莊，由盧甘斯克州舊比利斯克區的新普斯科夫市鎮負責管轄。該村始建於1982年，面積4.9平方公里，海拔高度95米，2001年人口17，人口密度每平方公里4.49人。
2024年9月19日，乌克兰最高拉达将此村的名字改为霍里霍韦。